# 乙酸钡
乙酸钡是钡的乙酸盐，化学式为{\displaystyle Ba(CH_{3}COO)_{2}}，有时写作{\displaystyle Ba(OAc)_{2}}或{\displaystyle BaAc_{2}}。乙酸钡存在无水物、一水合物和二水合物，也能形成酸式盐。

## 制备
乙酸钡可由乙酸和氢氧化钡或碳酸钡反应得到：
Ba(OH)2 + 2 CH3COOH → Ba(CH3COO)2 + 2 H2O
BaCO3 + 2 CH3COOH → Ba(CH3COO)2 + H2O + CO2↑
硫化钡和乙酸反应，也能生成乙酸钡：
BaS + 2 CH3COOH → Ba(CH3COO)2 + H2S

## 用途
乙酸钡可以作为原料，用于制备钛酸钡、锡酸钡等钡化合物。

## 管制信息
乙酸钡在中国属于“一般危险化学品”而受到管制；在日本有毒有害物质控制法和有毒有害物质条例中属于“有害物质”而受到管制。